# Масакр у Придворици 1942.
Покољ у Придворици десио се на Божић 7. јануара 1942. године у селу Придворица, општина Гацко, у Источној Херцеговини.
У циљу спровођења одлука Мостарскe резолуцијe усташе заједно са муслиманима из суседних села су побили комплетно српско становништво од око 180 мештана међу којима је било жена, деце и стараца. Убиства су чињена ватреним и хладним оружјем, а највећи део становника је убијен тако што је затворен у штале и запаљен.
Посмртни остаци су 17. априла 1942. године сахрањени у две гробнице поред храма Светог кнеза Лазара, а у крипту храма пренесени су тек 29. новембра 2006. године. Након покоља српског становништва у село Придворици није остао ни један становник српске националности.
Народни песник из Гацка Обрен Говедарица је описао дешавања у својој епској песми „Покољ у Придворици“.
У овом злочину је страдала породица генерала Благоја Аџића.